# Periplaneta
Periplaneta é um gênero de baratas. O grupo é conhecido enquanto conjunto por baratas-vermelhas devido à coloração avermelhada das suas espécies.

## Espécies
- Barata-americana (Periplaneta americana)
- Barata-australiana (Periplaneta australasiae)
- Periplaneta brunnea
- Periplaneta aboriginea Roth, 1994
- Periplaneta fuliginosa (Serville, 1839)
- Periplaneta japanna Asahina, 1969
- Periplaneta japonica Karny, 1908 – Barata-japonesa